# Bernhard Schlink
Bernhard Schlink (ur. 6 lipca 1944 w Bielefeld) – niemiecki profesor nauk prawnych oraz powieściopisarz.

## Dzieciństwo i rodzina
Ojciec Schlinka, Edmund, był profesorem teologii w Heidelbergu, a jego dziadek, Wilhelm Schlink – profesorem mechaniki. Jego ciotka Basilea Schlink była ewangelicką założycielką zakonu. Jego szwagier, Klaus Engelhardt, to były ewangelicki biskup regionu Badenii, jak i były członek rady Niemieckiego Kościoła Ewangelickiego w Niemczech.
Tuż po narodzinach Bernhard Schlink wraz z rodziną przeniósł się do Heidelbergu, gdzie spędził dzieciństwo. Był stypendystą konwentu studenckiego Ewangelickiego Dzieła Kształcenia Villigst (niem. Das evangelische Studienwerk Villigst).

## Schlink jako prawnik
Schlink studiował prawo na Uniwersytecie w Heidelbergu (niem. Ruprecht-Karls-Universität Heidelberg) oraz na Wolnym Uniwersytecie Berlina (niem. Freie Universität Berlin). Był aktywny jako asystent naukowy na uniwersytetach w Darmstadt, Bielefeld i Fryburgu. Doktoryzował się w roku 1975 w naukach prawnych (na podstawie rozprawy doktorskiej „Rozwaga w prawie konstytucyjnym”) i habilitował się w roku 1981 we Fryburgu Bryzgowijskim (praca: „Pomoc urzędowa: Przyczynek do nauki podziału władzy w administracji, 1982). Przed stowarzyszeniem niemieckich wykładowców prawa mówił podczas posiedzenia w roku 1989 w Hanowerze o „Zmaganiach w technicznym i naukowym rozwoju w prawie administracyjnym”.
Od roku 1982 do 1991 był profesorem prawa na Uniwersytecie w Bonn (niem. Rheinischen Friedrich-Wilhelms-Universität), a następnie, od 1991 do 1992, na Uniwersytecie Johanna Wolfganga Goethego we Frankfurcie nad Menem (niem. Johann Wolfgang Goethe-Universität). Od 1992 roku zajmuje stanowisko wykładowcy na Uniwersytecie Humboldtów w Berlinie w zakresie prawa publicznego i filozofii prawa.
Jego zakres badań to:
- Prawa podstawowe w wymiarze międzynarodowym
- Denuncjacje i zdrada od średniowiecza aż po czasy współczesne
- Cena sprawiedliwości

Od 1987 do 2005 był sędzią trybunału konstytucyjnego okręgu Nadrenii Północnej-Westfalii w Münster.
W sierpniu 2005 roku reprezentował rząd Niemiec w postępowaniu przed niemieckim trybunałem konstytucyjnym w odniesieniu do pozwów dwóch niemieckich posłów przeciw decyzji prezydenta Niemiec Köhlera o rozwiązaniu Bundestagu i rozpisaniu nowych wyborów.
Bernhard Schlink jest członkiem kuratorium pierwszego w Niemczech prawniczego czasopisma internetowego „Humboldt Forum Recht”. Mieszka w Bonn i Berlinie.
Jednym z jego uczniów jest Ralf Poscher z Uniwersytetu w Bochum.

## Schlink jako pisarz
Bernhard Schlink bardzo wcześnie zaczął pisać literackie teksty. W wieku 8 lat w dramacie „Bratobójstwo” opisał swoją sprzeczkę z bratem Wilhelmem. W okresie młodzieńczym powstały sonety poświęcone jego nieszczęśliwej miłości. W 1987 razem z Walterem Poppem napisał powieść „Selbs Justiz”. Opowiada w niej historię 68-letniego prywatnego detektywa Gerharda Selba, który przy rozwiązaniu sprawy kryminalnej konfrontuje się z własną przeszłością. Podczas uroczystości „Criminale” w 1989 roku Schlink otrzymał nagrodę „Friedrich-Glauser-Preis” za powieść kryminalną „Die gordische Schleife”. Za książkę pt. „Lektor” (niem. Vorleser) otrzymał nagrody: „Hans-Fallada-Preis (1997)”, Włoską Nagrodę Literacką (1997), Prix Laure Bataillon (najlepiej dotowana nagroda za przetłumaczoną literaturę, 1997) oraz nagrodę „WELT-Literaturpreis” gazety „Die Welt” (1999).
„Lektor” został przetłumaczony na 39 języków i był pierwszą niemiecką książką, która osiągnęła pierwsze miejsce na liście bestsellerów New York Timesa. W 2007 roku zaczęły się prace nad ekranizacją w Berlinie, Görlitz i Kolonii.

## Twórczość

### Książki prawnicze
- Vergangenheitsschuld und gegenwärtiges Recht, Frankfurt a.M. 2002, ISBN 3-518-12168-5.
- Aktuelle Fragen des pränatalen Lebensschutzes, Berlin 2002, ISBN 3-89949-001-0.
- Grundrechte. Staatsrecht II, mit Bodo Pieroth, 24. Aufl., C.F. Müller, Heidelberg 2008. ISBN 978-3-8114-9306-3.
- Polizei- und Ordnungsrecht mit Versammlungsrecht, mit Michael Kniesel und Bodo Pieroth, 5. Aufl., C.H. Beck, München 2008. ISBN 978-3-406-58064-2.

### Beletrystyka
- 1987 Selbs Justiz (razem z Walterem Poppem), ISBN 3-257-21543-6.
- 1988 Die gordische Schleife, Kriminalroman, ISBN 3-257-21668-8.
- 1992 Selbs Betrug, ISBN 3-257-22706-X.
- 1995 Lektor (Der Vorleser), ISBN 3-257-22953-4 (przekład na język polski: Karolina Niedenthal, rok wydania w języku polskim: 2009)
- 2000 Miłosne ucieczki (Liebesfluchten), ISBN 3-257-23299-3.
- 2001 Selbs Mord, ISBN 3-257-23360-4.
- 2006 Powrót do domu (Die Heimkehr), ISBN 3-257-86136-2.
- 2008 Das Wochenende, ISBN 978-3-257-06633-3.

### Artykuły
- 2000 Heimat als Utopie, ISBN 3-518-06613-7.
- 2005 Vergewisserungen – Über Politik, Recht, Schreiben und Glauben, ISBN 3-257-06483-7.

## Nagrody
- 1989 Friedrich-Glauser-Preis der „Autorengruppe deutschsprachige Kriminalliteratur” – Das Syndikat für Die gordische Schleife
- 1993 Deutscher Krimi Preis für Selbs Betrug
- 1995 Stern des Jahres der Abendzeitung (München) für Der Vorleser
- 1997 Grinzane-Cavour-Preis (Italien) für Der Vorleser
- 1997 Prix Laure Bataillon (Frankreich) für Der Vorleser (Auszeichnung für den Autor sowie für den Übersetzer Bernard Lortholary)
- 1998 Hans-Fallada-Preis für Der Vorleser
- 1999 WELT-Literaturpreis für sein literarisches Werk
- 2000 Ehrengabe der Heinrich-Heine-Gesellschaft in Düsseldorf
- 2000 Evangelischer Buchpreis für Der Vorleser
- 2000 Sonderkulturpreis der japanischen Tageszeitung Mainichi Shimbun, der jedes Jahr an einen japanischen Buchbestseller vergeben wird, für Der Vorleser

## Literatura
- Cornelißen, Christoph (2006): Platz 14. Bernhard Schlink: Der Vorleser. In: Christoph Jürgensen (Hrsg.): Die Lieblingsbücher der Deutschen. Verlag Ludwig, Kiel, S. 39–59. ISBN 3-937719-34-2.
- Heigenmoser, Manfred (Hrsg.) (2005): Bernhard Schlink, Der Vorleser. Reclam-Verlag, Stuttgart. ISBN 3-15-016050-2.
- Köster, Juliane (2000): Bernhard Schlink, Der Vorleser. Interpretation. Oldenbourg-Verlag, München. ISBN 3-486-88745-9.
- Ostermann, Micha (2004): Aporien des Erinnerns: Bernhard Schlinks Roman Der Vorleser. Verlag Marcel Dolega, Bochum. ISBN 3-937376-03-8.